# Protocheirodon
Protocheirodon pi, mais conhecido como Crystal Tetra é uma espécie sul-americana de peixe da família Characidae encontrada nos rios Amazonas - Solimões, Purus, Madeira e Ucayali . Esta espécie é o único membro de seu gênero .
Por ser bem distribuído pela Amazônia, tanto no Brasil como em outros países como Peru e Colômbia, não há registros de que o Protocheirodon pi corra risco de extinção.